# Igreja Greco-Católica Ucraniana

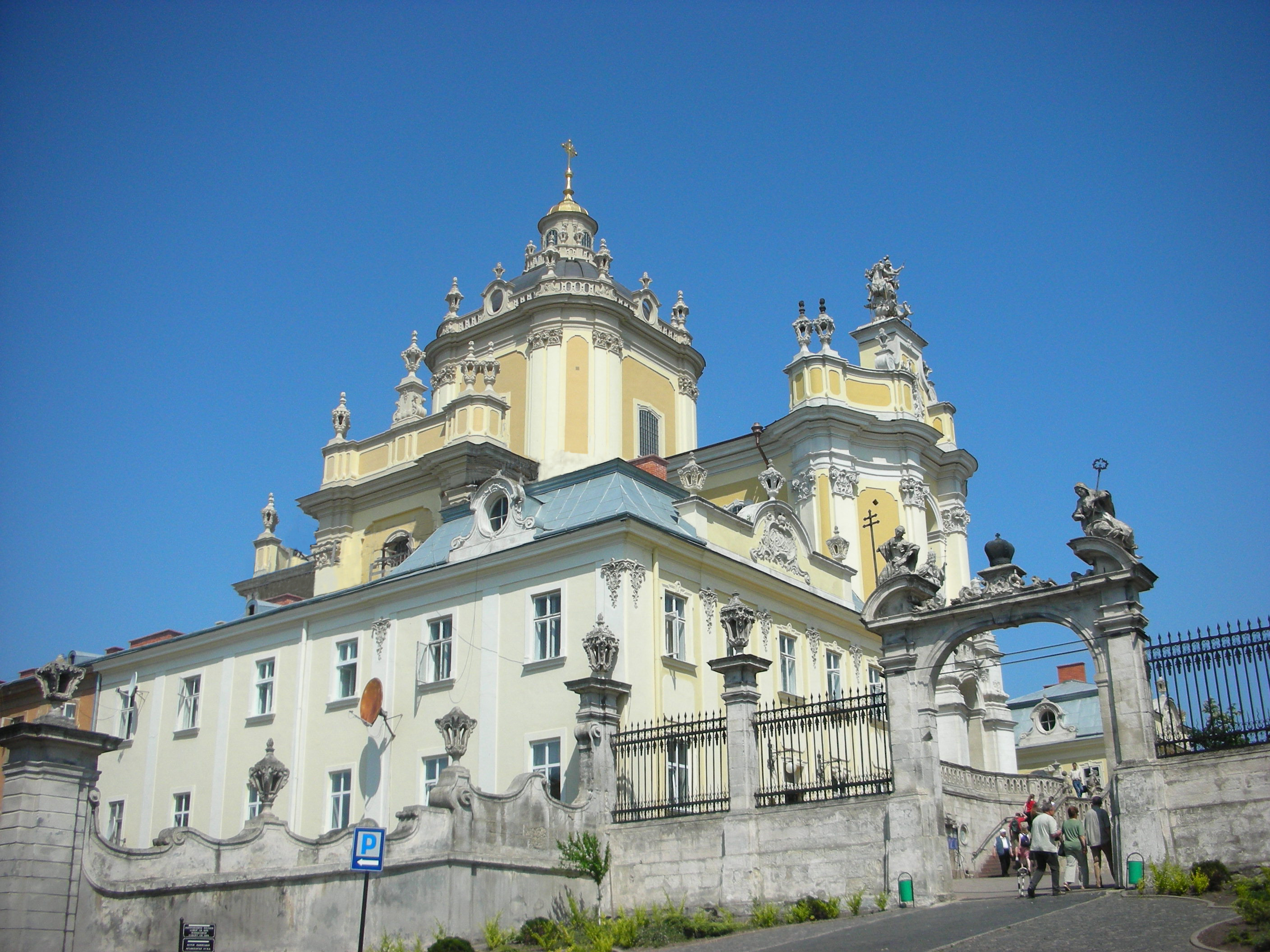
Catedral de São Jorge em Lviv foi a sede da Igreja Católica Ucraniana durante os séculos XIX e XX.

A Igreja Greco-Católica Ucraniana ou Igreja Arcebispal Maior Ucraniana (em ucraniano: Українська греко-католицька церква; em latim: Ecclesia Graeco-Catholica Ucrainae) é uma igreja particular sui iuris da Igreja Católica, de rito Bizantino. Esta Igreja oriental católica, de rito litúrgico bizantino, conta atualmente com cerca de 10 milhões de fiéis, sendo que cerca de metade ainda vivem na Ucrânia, a sua sede principal. É considerada a maior Igreja Oriental em comunhão com o Bispo de Roma, Papa Leão XIV. Foi governada até 2011 pelo Arcebispo maior Lubomyr Husar, juntamente com o seu Sínodo. Cardeal Husar renunciou em fevereiro de 2011, por motivos de saúde. Em 25 de março de 2011, o Sínodo Extraordinário, em Kiev, escolheu Dom Sviatoslav Shevchuk como novo Arcebispo-Mor.

## Definição
O nome "Igreja Greco-Católica" foi introduzido pela Imperatriz da Áustria Maria-Teresa em 1774 para distinguir esta Igreja das Igreja Católica Latina e Igreja Católica Armênia.
Os documentos oficiais da igreja usavam o termo latino "Ecclesia Ruthena Unita". Em 1960 o nome Igreja Católica Ucraniana começou a ser utilizado em documentos oficiais para referir-se aos católicos ucranianos da diáspora e à igreja das catacumbas da Ucrânia Soviética. O almanaque estatístico do Vaticano, o Anuário Pontifício, usa o nome de "Igreja Católica Ucraniana do Rito Bizantino". O Sínodo da Igreja Greco-Católica Ucraniana de setembro de 1999 propôs o nome "Igreja Católica de Kyiv", para enfatizar a identidade desta Igreja. Com freqüência o termo "uniata" vem utilizado. Esse termo é usado comumente num sentido político pejorativo, denotando agressão contrária à "eclesiologia da comunhão" da parte da Igreja Greco-Católica Ucraniana. Por conseguinte, os Católicos Ucranianos consideram esse termo ofensivo.

## Introdução
A Igreja Greco-Católica Ucraniana, também denominada simplesmente de Igreja Católica Ucraniana, é uma das Igrejas sucessoras da aceitação do Cristianismo pelo Grão-Príncipe Vladimir, o Grande, (em Ucraniano Volodymyr) de Quieve, em 988. A Igreja Greco-Católica Ucraniana é a maior Igreja particular sui iuris do Rito Oriental em plena comunhão com a Santa Sé, e está diretamente sujeita ao Papa. O Primaz desta Igreja, em união com o Papa, ocupa o cargo de Arcebispo Maior de Kyiv-Halych, apesar de que os hierarcas da igreja já aclamaram o seu primaz como "Patriarca" e a criação de um Patriarcado próprio está pendente. Hoje esta igreja está presente em muitos países e conta com aproximadamente 40 hierarcas em quatro continentes, além de quatro metropolitas na Polônia, Estados Unidos, Canadá e Brasil.
Na Ucrânia, a Igreja Greco-Católica Ucraniana representa somente pouco mais de 10% da população religiosa do país, ocupando um distante segundo lugar depois da maioria de fé Ortodoxa. Contudo, como a Ortodoxia Ucraniana foi dividida em ao menos três denominações a partir da independência na década de 1990, a Igreja Greco-Católica tornou-se acidentalmente a segunda maior organização religiosa da Ucrânia em termos de número de comunidades. Em termos de número de fiéis, a Igreja Greco-Católica Ucraniana ocupa o terceiro lugar, colocando-se atrás da Igreja Ortodoxa Ucraniana - Patriarcado de Quieve e da Igreja Ortodoxa Ucraniana - Patriarcado de Moscou. Atualmente, a Igreja Greco-Católica Ucraniana predomina em vários oblasts do oeste da Ucrânia e, apesar de presente em todo o país, é uma minoria em todas outras regiões. Ao unir-se a Roma, à Igreja Ucraniana foi permitido manter o seu rito litúrgico e diversos costumes próprios - que causaram conflito entre grupos desinformados repetidas vezes através da história. Entre tais costumes, por exemplo, o clero pode ser casado, sob arbítrio do eparca de cada jurisdição. Na realidade, sacerdotes casados não apresentam empecilho à unidade com a Igreja Universal ao considerar-se que o celibato obrigatório é questão disciplinar, não de doutrina ou de dogma.

## História

### Período pré-cisma
Os fundamentos da Igreja Católica Ucraniana foram estabelecidos através da co-participação do Patriarca de Constantinopla com os Papas de Roma através da maior parte do primeiro milênio (até ao ano de 1054) e da co-participação intermitente após o primeiro milênio. Alguns dos primeiros contatos da Igreja Católica Apostólica na região ocorreram através da evangelização de Santo André, o "primeiro apóstolo a ser chamado" no Século I d.C. e da presença de representantes de colônias gregas ao longo das costas do Mar Negro no Primeiro Concílio de Niceia em 325. Aproximadamente 300 anos mais tarde, o Papa São Martinho de Roma foi exilado no atual território da Ucrânia pelo imperador grego em Constantinopla (654-655 d.C.).
Dois séculos mais tarde, as relíquias do Papa São Martinho foram recuperadas pelos irmãos greco-eslovenos São Cirilo e São Metódio da Macedônia, enquanto passavam pelo atual território da Ucrânia rumo à missão aos Czares que habitavam o território da moderna Rússia. Mais tarde estes irmãos criaram os fundamentos do cristianismo no atual centro da Igreja Católica Ucraniana, no oeste da Ucrânia. Os santos Cirílio e Metódio partiram de Constantinopla a convite do monarca da Grã-Morávia, um império que incluía regiões do extremo oeste da Ucrânia moderna. Em Vel'ka Morava (Grã-Morávia), estes irmãos criaram o alfabeto "cirílico" (muito provavelmente o alfabeto glagolítico), permitindo à população local venerar Deus em esloveno.
Reagindo a disputas locais com clérigos da Igreja Latina, os santos Cirilo e Metódio decidiram buscar o Bispo de Roma em 867, levando consigo as relíquias do Papa São Martinho. Suas obras e pedidos foram bem recebidos pelo Bispo de Roma e os seus esforços contínuos conseguiram implantar a fé cristã. Posteriormente, seus esforços e o trabalho dos seus apóstolos induziram ao desenvolvimento do Alfabeto cirílico e à tradução das escrituras cristãs e serviços (liturgias) da Igreja Grega para o "Paleoeslavo" (também conhecido como "Antigo Macedônio") na nação da Bulgária. Hoje a maioria das igrejas católicas ucranianas abandonaram o paleoeslavo e usam o ucraniano. Muitas igrejas também oferecem liturgias no idioma oficial do país onde a igreja está estabelecida. Por exemplo, alemão na Alemanha ou inglês no Canadá; contudo, algumas eparquias continuam recitando o paleoeslavo ainda nos dias de hoje.

### Período Rutênio Antigo
Estes acontecimentos no Império Romano, Grã-Morávia e Bulgária prepararam os fundamentos para a concepção e nascimento da Igreja Ortodoxa Russa pela ocasião do Batismo de Kyiv, por ordem de São Volodimir no rio Dnipro (Dnieper) em 988. Desde o princípio, os metropolitas desta igreja de Kyiv residiam em Pereyaslav na Ucrânia, e depois em Kyiv (1037). A identidade e o progresso desta Igreja Ucraniana ocorreram através da eleição de metropolitas, nativos e/ou não confirmados pelo Patriarca de Constantinopla (Ilarion, 1051-1054; Klem Smolyatich 1147-1154; e, Hrehoriy Tsamblak 1415-1419).
Após a aniquilação mongólica de Kyiv no século XIII, o Metropolita de Kyiv mudou-se para a cidade de Vladimir em 1299. Em 1326 o metropolita já estava estabelecido em Moscou e em 1328 o seu título mudou de Metropolita de Kyiv para Metropolita de Moscou. A tradição legal separada da Igreja da Rússia, diferenciada da igreja do Grão-Ducado da Lituânia, foi codificada na decisão do primeiro concílio oficial da Igreja Russa, o Concílio dos Cem Capítulos ('Stoglav') em 1448, seguido pela divisão formal da Igreja de Rus' entre as metropolias Russa (Moscovita) e Rutênia (Kyiv) em 1453.

### Período Rutênio Médio
Nesse ínterim, para a Igreja Católica de Kyiv, a perda da Metropolia de Kyiv em 1299 foi rapidamente compensada pela criação da Metropolia de Halych para o Sul de Rus em 1303. Em 1352, a Metropolita de Halych para a Ucrânia começou a voltar para Kyiv; a partir daqui, a Igreja de Kyiv passou a ser presidida pelo Metropolita de Kyiv-Halych e de Toda Rus. O Metropolita de Moscou se opôs à criação desta Metropolia em Halych/Kyiv. Esta igreja governava a maioria das terras do Grão-Ducado da Lituânia, com freqüência a partir da cidade de Navahrudak no atual território da Bielorrússia. Entre 1054 e 1448, esta Igreja Rutena continuou enviando representantes para os concílios ecumênicos organizados pelo Papa de Roma, mas também sucumbiu à crescente pressão da igreja mãe entre os gregos de Constantinopla de terminar a comunhão com o Bispo de Roma. A união ratificada no Concílio de Florença recebeu apoio parcial nas terras da Igreja Rutena da Ucrânia e Bielorrússia, mas nenhum representante foi enviado ao Concílio de Trento católico em 1545.

### O Período de Rivalidade e Separação entre os Católicos e Ortodoxos
A memória do Concílio de Florença nas terras da Ucrânia e Belarus, que passaram a ser controladas pelos estados da Lituânia e Polônia após o declínio do império de Rus, cujo centro era a Ucrânia, produziu frutos na União de Brest (Berest) em 1596, uniu a Igreja Rutena das terras ucranianas e bielorrussas do Reino Polonês-Lituano com o Papa de Roma, ou seja, houve o reconhecimento da autoridade eclesiástica do Bispo de Roma, que, por consequência, fez esta deixar a jurisdição do Patriarcado de Constantinopla. Foram redigidos diversos artigos definido as condições em que a Igreja compromete a tomar a comunhão com a Sé Romana. A maioria desses artigos foram destinados a preservar a identidade teológica, litúrgica e canônica, como por exemplo, a utilização de três tipos de celebração da Divina Liturgia: Divina Liturgia de São João Crisóstomo, Divina Liturgia de São Basílio Magno e Divina Liturgia de São Gregório Nazianzeno dos Dons Pré-Santificados. Esta união não foi aceita por todos os membros da Igreja Grega destas terras e marcou o início da criação de duas distintas Igrejas Ucranianas, a Católica e a Ortodoxa nas terras da Ucrânia e Bielorrússia. Fugindo da violência, o Metropolita da Igreja Greco-Católica abandonou Kyiv no início dos anos 1600 e estabeleceu-se em Novahrudak, em Belarus e Wilno (Vilnius).

### Período Ucraniano
A etapa final da caracterização total da Igreja Católica Ucraniana ocorreu através do desenvolvimento da língua rutena que resultou nas línguas ucraniana e bielorrussa entre 1600 e 1800. Esta igreja local foi mais tarde oprimida através da absorção da porção ortodoxa da igrejas ucraniana e bielorrussa pela Igreja Ortodoxa Russa em 1686, e pela repressão violenta e destruição da Igreja Católica Ucraniana em quatro ondas sucessivas em (1772, 1795, 1831 e 1865). 
O nome da Igreja Católica Ucraniana foi firmado na segunda metade do século XIX. Também nesse período, Nikolay Kostomarov e outros intelectuais de Kyiv propuseram que o nome do país fosse mudado de "Malorossiya" Pequena Rússia para "Ukrayina," Ucrânia, nome que já estava bastante difundido desde o início do século XVII. Esta mudança do nome nacional foi então adotado pela maioria dos rusyns/ucranianos através das próximas décadas (1850-1920).

### Século XIX: Período da Ucrânia Ocidental
As perseguições dos Tsares russos não demoraram a resultar na erradicação total dos católicos rutênios/ucranianos do território do Império Russo durante o século XIX e na aceitação do Papa de Roma da transferência da primazia do arcebispado-mor de Kyiev-Halych e de Toda Rus para a Metropolia de Lviv no Império Austro-Húngaro vizinho em 1803. Sedes sufragâneas incluíam Ivano-Frankivsk (cidade que na época levava o nome polonês de Stanisławów) e Przemysl (Polônia de hoje). No final do século os fiéis desta igreja começaram a imigrar para os E.U.A., Canadá e Brasil.

### Século XX: Perseguição e Internacionalização
Após a Segunda Guerra Mundial, os ucranianos católicos encontravam-se já sob o governo das nações da Polônia, Hungria, Romênia e Tchecoslováquia. Os ucranianos católicos viram-se então sob o domínio da União Soviética e dos regimes do Bloco Soviético, que tentaram destruir esta igreja de uma vez por todas. Contudo, a igreja sobreviveu em catacumbas e também na diáspora criada pela imigração em massa para o hemisfério ocidental, a partir da década de 1870. A perseguição causou a dispersão da Igreja Católica em todo o território ucraniano, na Rússia (especialmente na Sibéria) e Cazaquistão).
Em 1990 a Igreja Católica Ucraniana pôde colocar fora de suas "catacumbas" entre 3 e 5 milhões de fiéis no território ucraniano. Em todo o mundo, calcula-se que o número de fiéis seja entre 6 e 10 milhões, tornando-a a segunda maior Igreja particular católica sui iuris, abaixo somente da Igreja Católica Latina. Após a queda da União Soviética, a maioria das paróquias da Halytchina (Galícia) e Volynia voltaram à Igreja Católica, causando grande controvérsia e, em muitos casos envolveu violência, complicando ainda mais as relações já frágeis entre o Patriarca de Moscou e o Papa.
A Igreja Católica Ucraniana está terminando a construção da Catedral Patriarcal da Santa Ressurreição em Quieve e está transferindo gradualmente a sua sede-mor de volta à sua origem histórica na capital ucraniana; contudo, nem todos ucranianos católicos são favoráveis a esta transferência, principalmente aqueles que consideram a cidade de Lviv, no oeste da Ucrânia, ser o centro do catolicismo greco-ucraniano, cujo povo amparou e protegeu a Igreja Católica Ucraniana através de longos períodos de genocídio e perseguição. Portanto, a transferência a Igreja Católica Ucraniana para Quieve também teve implicações políticas. A transferência tende ser aprovada por aqueles que favorecem a criação de um Patriarcado Católico Ucraniano. Esta questão tem causado muita controvérsia na Igreja Católica Ucraniana moderna.
O primaz e arcebispo maior da Igreja Greco-Católica Ucraniana, cardeal Lubomyr Husar, transferiu a sua residência da cidade de Lviv no oeste do país para Quieve no dia 21 de agosto de 2005. O título do primaz da Igreja Greco-Católica Ucraniana mudou de "Arcebispo-Mor de Lviv" para Arcebispo-Mor de Kiev-Halyč.
A tentativa das autoridades eclesiásticas ucraino-católicas locais da diáspora de preservar os fiéis ao longo de diferentes gerações tem sido uma tarefa bastante árdua e complexa. A adaptação da liturgia à língua do país em que residem tem demonstrado ser pouco frutífera. Gerações mais recentes tendem assimilar-se ao rito latino católico, ou abraçar outras denominações religiosas da nova pátria, não porque já não entendem a língua dos seus antepassados mas porque desconhecem o significado de um rito que não lhes serve mais. Se por um lado muitas paróquias estão esvaziando-se e perdendo o seu papel fundamental que desempenhavam em comunidades ucranianas bem definidas no passado não obstante estarem oferecendo hoje a liturgia num idioma compreensível, por outro lado estão renascendo novas comunidades induzidas por um atavismo cultural ou fomentadas por novas ondas de imigração. Um número razoavelmente elevado de fiéis da Igreja Greco-Católica Ucraniana imigrou na última década para muitas nações industrializadas, criando novas comunidades em países como Portugal e Grécia, e renovando comunidades nos Estados Unidos, Canadá e Austrália. A Igreja Greco-Católica Ucraniana aceitou muitíssimos costumes do rito romano (utilizado pela Igreja Latina), principalmente nos países ocidentais onde se estabeleceu, contrariando muitos conselhos do Vaticano, tais como aqueles dos vários documentos do Segundo Concílio Vaticano, de preservar a riqueza do próprio rito litúrgico. Com a queda do regime soviético, muitas comunidades saíram das catacumbas em lugares como Sibéria e Cazaquistão. Ucranianos católicos residentes na Rússia estão envolvidos num problema particularmente delicado por não poderem criar paróquias e muito menos eparquias para evitar conflito com a Igreja Ortodoxa Russa (do Patriarcado de Moscou), que veria nestas novas comunidades um avanço da Igreja Católica, proselitismo e mais um empecilho ao já tão tribulado ecumenismo.

## Questão do Patriarcado da Igreja Greco-Católica Ucraniana
Para melhor entender o significado da Patriarcado na eclesiologia das Igrejas Orientais, o Patriarca de Antioquia para os Grecos-Melquitas Gregório III Laham fornece a seguinte explicação:
"É incorreto considerar o Sínodo Patriarcal como sendo uma simples Conferência Episcopal, pois é um organismo totalmente distinto. O Sínodo Patriarcal é a autoridade suprema da Igreja Oriental. Pode criar leis, eleger bispos e patriarcas e resolver suas próprias disputas… A instituição patriarcal é uma entidade específica da eclesiologia oriental. Com todo respeito ao Ministério Petrino, o Ministério Patriarcal tem a mesma validade, é 'servatis servandis' da eclesiologia oriental. Se a eclesiologia romana não levar isso em consideração, o diálogo ecumênico não verá nenhuma forma de progresso. Além do mais, o Ministério Patriarcal não é uma criação romana, não é um fruto de privilégios concedidos por Roma. Tal conceito somente pode danificar qualquer acordo com a Ortodoxia".
Esta declaração do Patriarca de Antioquia não compromete contudo a Primazia papal. A autoridade do Patriarca e do seu sínodo são autoridades máximas dentro das diferentes Igrejas Orientais Católicas, porém o Papa continua exercendo o papel de guarda da unidade da Igreja Católica Universal.
A Igreja Greco-Católica Ucraniana ocupa um posição extremamente delicada na esfera do ecumenismo, entre a Igreja de Roma e a Igreja Ortodoxa de Moscou. Existe uma percepção errônea e bastante difundida no mundo ocidental de que a criação do Patriarcado Católico Ucraniano requer uma autorização do Vaticano quando na realidade tal decisão depende exclusivamente de um acordo unânime dos bispos da Igreja Greco-Católica Ucraniana. Uma vez eleito, o Patriarca simplesmente requer comunhão eclesiástica com o Papa. Apesar dos bispos ucranianos terem já chegado a um acordo unânime de criar o patriarcado ambicionado já por séculos, essa decisão encerra várias dificuldades, exigindo muita prudência e cautela para não danificar a frágil política ecumênica entre Roma e Moscou.
O Patriarcado Ortodoxo de Moscou contesta com vigor todo e qualquer plano que a Igreja Greco-Católica possa ter de criar um Patriarcado próprio em Kyiv, explicando que tal moção seria proselitismo totalmente inaceitável e contrário aos mútuos acordos entre Moscou e o Vaticano. A Igreja Greco-Católica Ucraniana argumenta que, apesar da Igreja Ortodoxa Ucraniana (sob a jurisdição do Patriarcado de Moscou) e a Igreja Greco-Católica Ucraniana (em comunhão com o Hierarca Romano) terem a mesma origem na aceitação do cristianismo pelo Grão-Príncipe de Kyiv Vladimir, o Grande em 988, elas são, não obstante, duas igrejas totalmente diferentes e separadas. Apesar de ocuparem o mesmo espaço geográfico, não existe entre elas uma comunhão canônica. Portanto, não existem obstáculos canônicos nem eclesiásticos para que ambas hierarquias ocupem o mesmo território. Além do mais, o privilégio da Sede Episcopal de Kiyv, origem do Cristianismo Bizantino de Rus, não foi transferido para Moscou quando os Metropolitas de Kyiv, após a devastação de Rus pelos mongóis, transferiram-se para a Suzdal, depois para Vladimir e finalmente para o Estado de Muscovy, atual Rússia, em 1326.

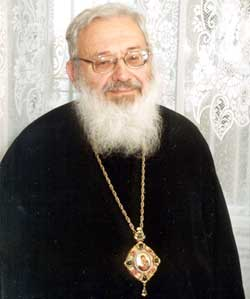
Arcebispo Maior Lubomyr Husar da Igreja Greco-Católica Ucraniana (de rito oriental), de 2001 até 2011.

Por todas estas razões, ainda hoje a Igreja Greco-Católica Ucraniana é governada por um Arcebispo Maior.

## Brasil

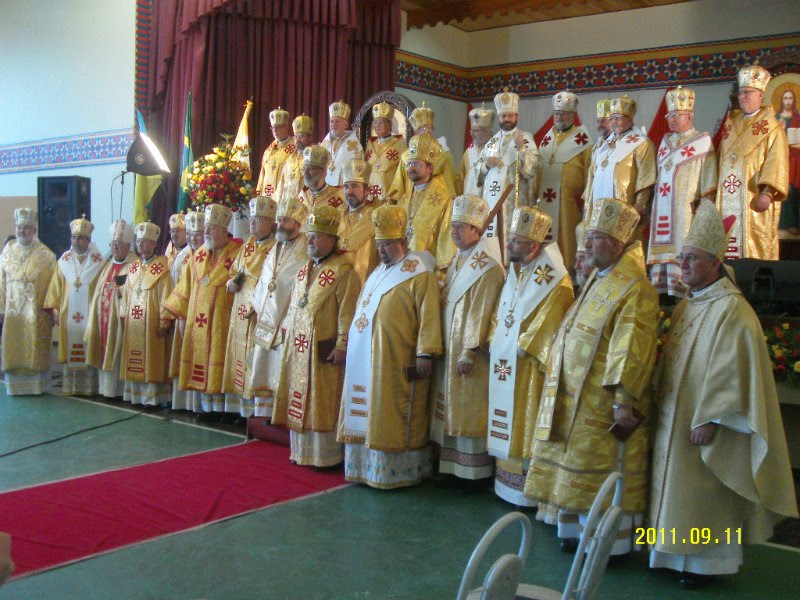
Bispos reunidos na Assembléia Geral realizada em Curitiba, Estado do Paraná, em setembro de 2011, estando Dom Sviastolav, atual Arcebispo-Môr, no centro, de cajado.

A população de descendentes de ucranianos no Brasil é de aproximadamente 500 mil, situada principalmente no estado do Paraná, que concentra cerca de 90% dos imigrantes ucranianos no país, e em Santa Catarina. A grande maioria pertence à Igreja Católica Ucraniana, que convive em muito bons termos com os fiéis da Igreja Ortodoxa Autocéfala Ucraniana. A Igreja Católica Ucraniana está sob os auspícios da Arquieparquia de São João Batista em Curitiba dos Ucranianos, cujo Arquieparca é  Dom Volodêmer Koubetch, OSBM. 
Dom Efraím Basílio Krevey, OSBM, nascido em Ivaí, Paraná, aos 12 de dezembro de 1928, foi sagrado Bispo em Roma pelo Papa Paulo VI aos 13 de fevereiro de 1972, foi Bispo Auxiliar desde sua Sagração até 1978, quando assumiu como Eparca. Em dezembro de 2006 o Vaticano aceitou seu pedido de renúncia, assumindo Dom Volodêmer em 6 de fevereiro de 2007 como novo Eparca, passando Dom Efraim para Emérito. Em 3 de abril de 2012 Dom Efraim faleceu, sendo sepultado na cripta da Catedral São João Batista em Curitiba, junto com Dom José Romão Martenetz.
Dom Volodêmer Koubetch, OSBM, Arquieparca dos ucranianos no Brasil, atende as comunidades paroquiais: Catedral São João Batista, Paróquia Nossa Senhora Auxiliadora (Mercês - Rua Martim Afonso) e Paróquia Sant'Ana (Pinheirinho), de Curitiba; mais as paróquias localizadas em Ponta Grossa, São Paulo, Mafra e Antonio Olinto. 
Dom Meron Mazur, OSBM, Eparca da Eparquia da Imaculada Conceição em Prudentópolis dos Ucranianos, nascido em Prudentópolis, Paraná, em 5 de fevereiro de 1962, é o responsável pela jurisdição de Prudentópolis. 
Dom Daniel Kozlinski, Bispo Auxiliar da Arquieparquia de São João Batista, teve sua residência fixada em União da Vitória - PR, e lhe foi confiada a região sul, sudoeste do Paraná e o norte de Santa Catarina compreendo as paróquias das cidades de  Mallet, Iracema (Itaiópolis), Canoinhas, Pato Branco, Vera Guarani (Paulo Frontin), Dorizon, Rio das Antas (Cruz Machado) e Irati. Em setembro de 2011 se mudou para a Argentina, para atuar junto a Eparquia de Buenos Aires, visto que o Eparca de Buenos Aires, Dom Sviatoslav Shevchuk foi eleito Arcebispo-Mór em março último.

## Estrutura Administrativa
A Igreja Greco-Católica Ucraniana conta atualmente com 29 Eparquias, 3.646 Paróquias, 5 Seminários, 115 Mosteiros, 2.424 Padres e 1.296 Monges. Desde 1º de janeiro de 2011 a sua estrutura administrativa é dada da seguinte maneira:
- Ucrânia: Arquieparquia de Kiev, Arquieparquia de Lviv dos Ucranianos, Arquieparquia de Ternopil - Zborivska, Arquieparquia de Ivano-Frankivsk, Eparquia de Chernivtsi-Kolomiya, Eparquia de Sambir, Eparquia de Drogobytska, Eparquia de Stryis'ka, Eparquia de Sokal - Zhovkivs'ka, Eparquia de Buchach, Exarcado de Donetsk e Kharkiv, Odessa, Exarcado da Criméia e Exarcado de Lutsk.
- Polônia: Arquieparquia de Przemysl e Varsóvia e Eparquia de Wroclaw e Gdansk.
- França: Eparquia de St. Volodymyr, o Grande, em Paris (jurisdição na França, Bélgica, Holanda, Luxemburgo e Suíça).
- Alemanha: Exarcado Apostólico na Alemanha e Escandinávia (jurisdição na Alemanha, Dinamarca, Suécia e Noruega).
- Reino Unido: Eparquia da Sagrada Família em Londres.
- Canadá: Arquieparquia de Winnipeg, Eparquia de Edmonton, Eparquia de Toronto, Eparquia de Saskatoon e Eparquia de New Westminster.
- Estados Unidos: Arquieparquia da Philadelphia, Eparquia de Chicago, Eparquia de Stamford e Eparquia de Parma.
- Brasil: Arquieparquia de São João Batista em Curitiba dos Ucranianos, Eparquia da Imaculada Conceição em Prudentópolis dos Ucranianos.
- Argentina: Eparquia de Santa María del Patrocinio em Buenos Aires.
- Austrália: Eparquia dos Santos Pedro e Paulo em Melbourne dos Ucranianos (jurisdição na Austrália, Nova Zelândia e países da Oceania).